# Alberto Bevilacqua

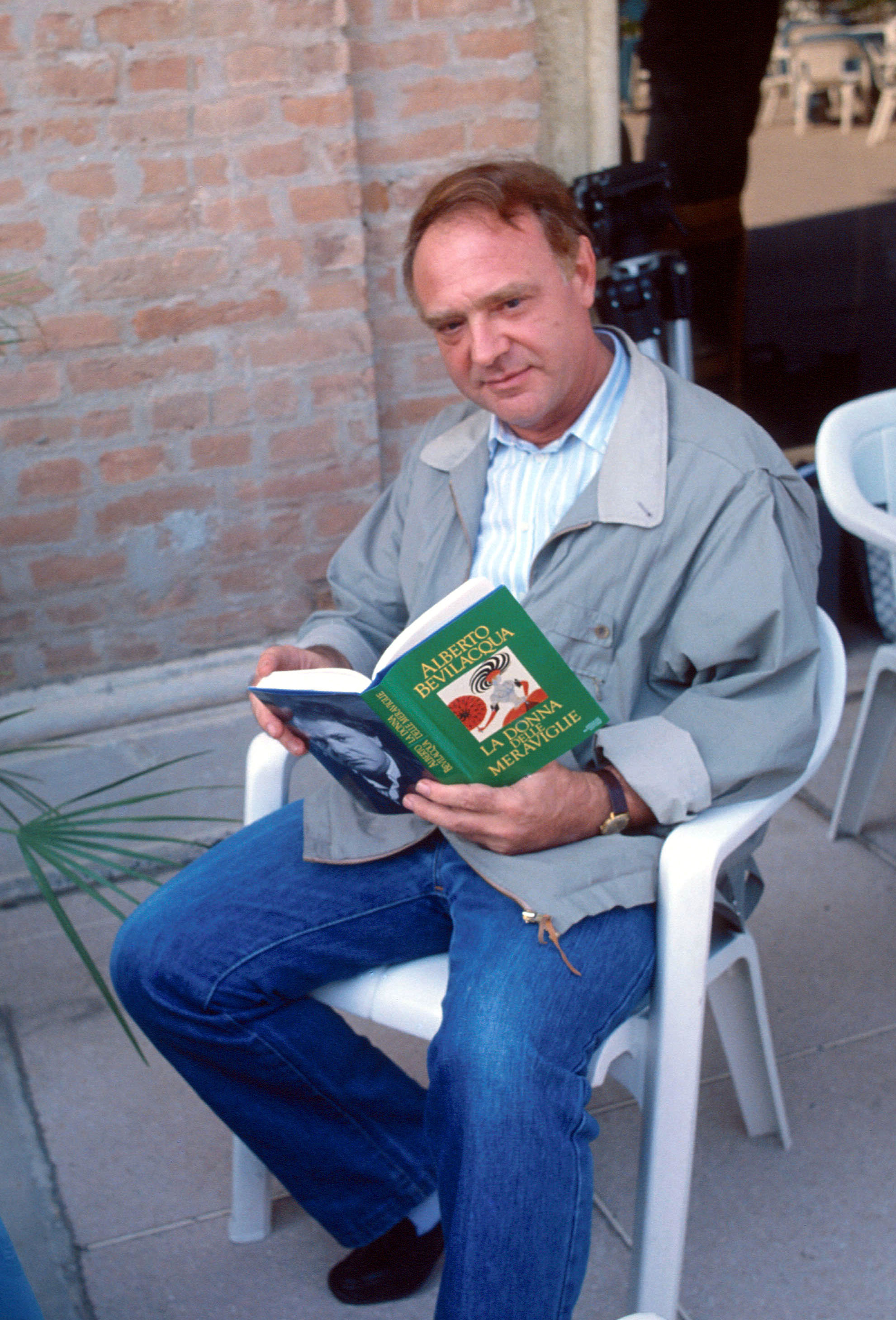
Alberto Bevilacqua (1984)

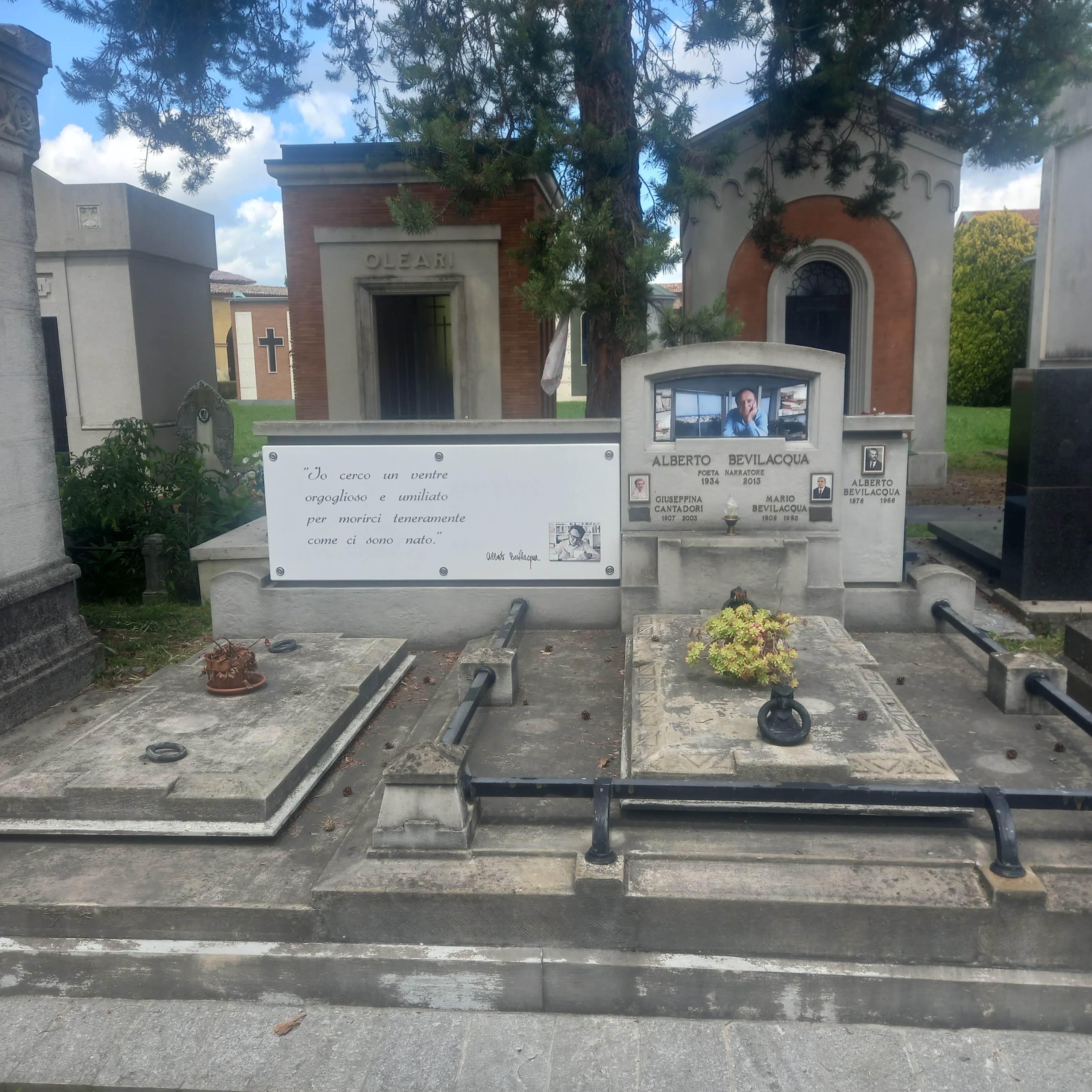
Das Grab von Alberto Bevilacqua im Familiengrab auf dem Cimitero delle Villetta in Parma

Alberto Bevilacqua (* 27. Juni 1934 in Parma; † 9. September 2013 in Rom) war ein italienischer Schriftsteller, Drehbuchautor und Filmregisseur.

## Leben
Bevilacqua schrieb seinen ersten Roman, La polvere sull’erba, im Jahr 1955 und reichte ihn zur Veröffentlichung bei Salvatore Sciascia ein. Wegen der italienischen Zensur konnte das Buch damals nicht erscheinen. Es wurde erst im Jahr 2000 bei Einaudi veröffentlicht und erhielt im selben Jahr den Premio Stresa. In der Folgezeit schrieb er über 40 Romane und Erzählungen mit großem Einfluss, die ihn zu den bedeutendsten Autoren Italiens im 20. Jahrhundert zählen lassen.
Seit 1961 verfasste er auch Drehbücher für Spielfilme und führte bei der Eigenverfilmung des Romans La Califfa 1970 erstmals Regie, was er in weiteren sieben Filmen tat.
Bevilacqua erhielt zahlreiche Auszeichnungen. So wurde sein schriftstellerisches Werk u. a. mit dem Premio Campiello, Premio Bancarella, Premio Strega und Premio Dessi gewürdigt. Für sein Drehbuch zu Questa specia d’amore wurde er mit dem Nastro d’Argento 1974 ausgezeichnet.
Am 22. November 2010 wurde er auf Initiative des Präsidenten der Italienischen Republik Giorgio Napolitano mit dem Verdienstorden der Italienischen Republik auf der Stufe Großkreuz ausgezeichnet.
Alberto Bevilacqua starb am 9. September 2013 nach einer Infektionskrankheit im Alter von 79 Jahren.

## Werke (Auswahl)
- La polvere sull’erba, Sciascia, Caltanissetta 1955 (unveröffentlicht). Einaudi, Turin 2000.
- Das Auge der Katze, Berlin 1970
- Diese Seite der Liebe, Berlin 1978
- Das Fest von Parma, 1984
- Die Frau der Wunder, Köln 1986
- Durch deinen Körper, Köln 2008

## Filmografie (Auswahl)
- 1963: Die drei Gesichter der Furcht (I tre volti della paura)
- 1965: Planet der Vampire (Terrore nello spazio)
- 1970: La Califfa (Regie, Drehbuch, Vorlage)
- 1979: Rosen von Danzig (Le rose di Danzica) (erst Kinofilm, dann als TV-Miniserie) (Regie, Drehbuch)